# 单瓣远志
单瓣远志（学名：Polygala monopetala）为远志科远志属下的一个种。

## 扩展阅读
- 維基物種上的相關：单瓣远志